# ハーモニー (ISS)

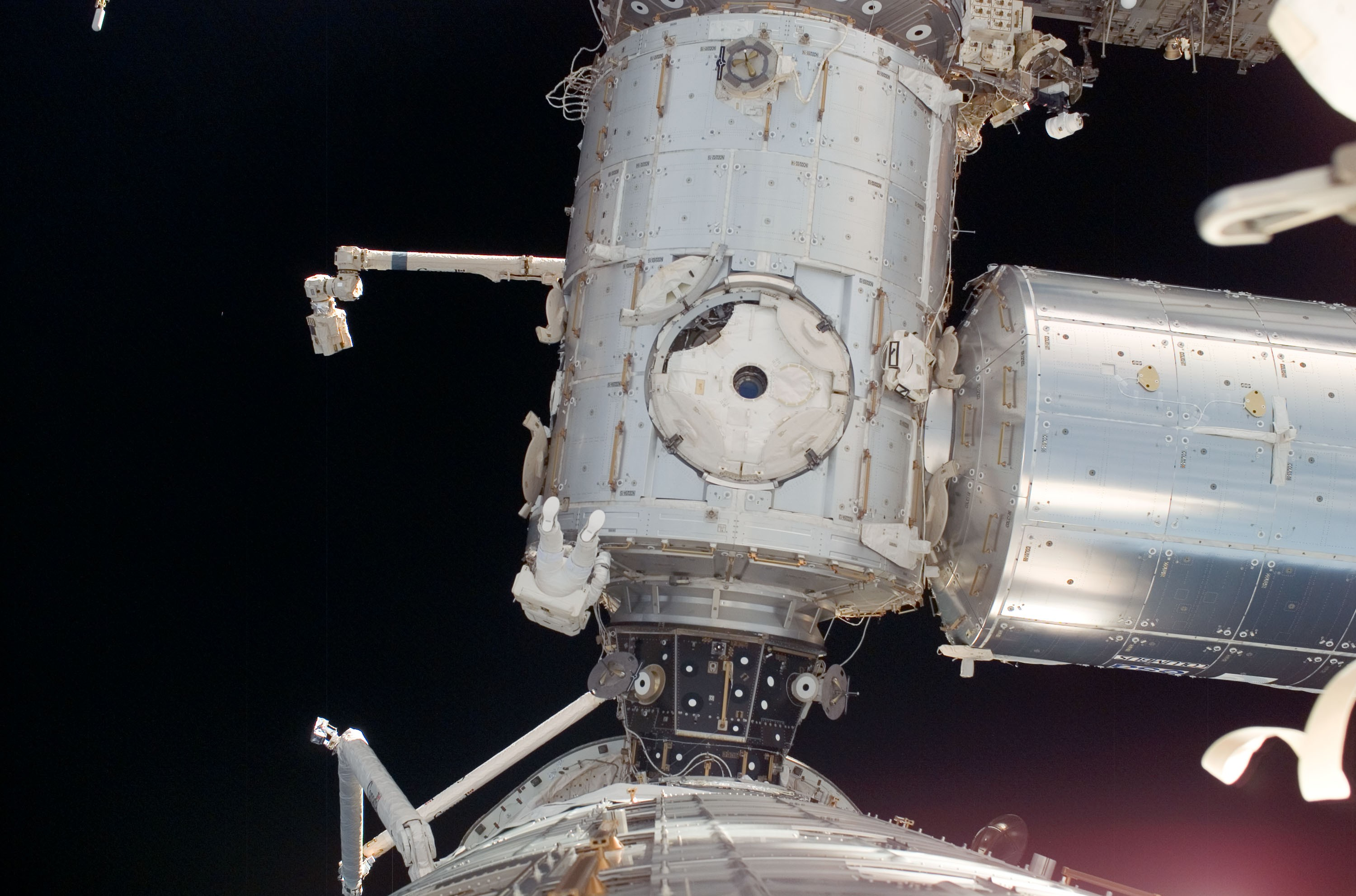
STS-124で前方 (写真では下側) にスペースシャトルがドッキング中のハーモニー。右手は欧州実験棟コロンバス。

ハーモニー（英: Harmony）とは、国際宇宙ステーション (ISS) を構成するモジュールの1つで ISS に接続された6番目のモジュールである。結合モジュールの二つ目にあたりノード2（Node 2）とも呼ばれる。

## 概要
ノード2とノード3「トランクウィリティー」は、NASA と 欧州宇宙機関 (ESA) の合意のもとでイタリアのアレーニア・エアロスパシオで建造された。ESAが建造したが、所有はNASAである。これはコロンバスやその他のESAの機器をスペースシャトルで打ち上げるための費用を相殺するために建造したためである。最初に接続されたユニティと同じように、円筒形で6箇所（前後左右と上下）の共通結合機構があり他のモジュールを接続できる。また、与圧内部に8つの国際標準実験ラック (ISPR) サイズのラックを設置することができ、きぼうとコロンバスへ電力供給を行うための電力系ラックと個室 4台が設置されている。米国で製造されたユニティに比べるとハーモニーとトランクウィリティーは約1.5倍長く作られている。
ハーモニーは、2007年10月に STS-120 で打ち上げられた。

## 接続されているモジュール
- 「デスティニー」 米国実験棟、米　2007年11月　（ハーモニー後方と結合）
- 「コロンバス」欧州実験棟 、欧　2008年2月　（ハーモニーの右舷に結合）
- 「きぼう」日本実験棟、日　2008年6月　（ハーモニーの左舷に結合）

与圧結合アダプタのPMA-2が先端（前方）に取り付けられており、スペースシャトルとのドッキングに利用された。また、きぼうの船内保管室（ELM-PS）が2008年3月から6月まで上部に仮設置されていたほか、宇宙ステーション補給機2号機(HTV2)も2011年2月から3月まで上部に仮置きされた。

## 定期的にドッキングするモジュール
以下はすべて、ハーモニーの下部結合機構を利用する予定。
多目的補給モジュール (Multi-Purpose Logistics Module：MPLM)
物資を補給するための大型コンテナ。スペースシャトルで運搬され結合した後、シャトルで回収した。
宇宙ステーション補給機 (H-II Transfer Vehicle：HTV)
H-IIBロケットで打ち上げられカナダアーム2で把持した後、結合する。
ドラゴン補給機 (Dragon)
スペースXが開発中の補給機。スペースシャトルが引退した後のCOTS(商業軌道輸送サービス)により貨物、人員の輸送を行う。(2011年12月に、ファルコン9ロケットにて試験機2号機を打上げて結合する予定、その後2012年より輸送開始)
シグナス補給機 (Cygnus spacecraft)
オービタル・サイエンシズが開発中の補給機。ドラゴン補給機と同様にCOTSにより貨物の輸送を行う。(2012年初めにトーラスIIロケットにて試験機を打ち上げ予定、その後2012年より輸送開始)

## 接続を予定していたモジュール
- セントリフュージ実験モジュール

大型の遠心加速機によって人工重力を発生させ生物研究を行う米国の実験棟で、ハーモニーの天頂側に設置する予定で日本で建造を進めていたが、ISSの費用超過とスペースシャトルの飛行スケジュールの問題によりキャンセルされた。